# Cofradía de la Santa Vera Cruz de San Vicente
La Cofradía de la Santa Vera Cruz es la única cofradía de la Semana Santa de San Vicente de la Sonsierra, La Rioja (España). Está formada apor 150 cofrades, y es internacionalmente conocida por ser la única cofradía de España que mantiene ritos penitenciales de sangre, llamados los Picaos de San Vicente.

## Historia
Esta cofradía se funda a principios del siglo XVI, hay escritos fechados de esta cofradía de 1524, aunque las primeras reglas son de 1551, lo cual hace de esta la cofradía la más antigua de La Rioja de las existentes en la actualidad.
La flagelación penitencial era frecuente en pueblos y ciudades de España hasta que en el siglo XVIII fue prohibida por Carlos III. San Vicente de la Sonsierra es el único lugar en el que perdura hasta nuestros días.
Resulta difícil determinar la razón por la que se ha mantenido este rito en la localidad riojana. Probablemente no existe una única explicación, sino una serie de razones de índole histórica, cultural, religiosa y tradicional que han conseguido fijar en la memoria colectiva de los sucesivos habitantes de la localidad, que formaron parte de esta cofradía o que se disciplinaron sin pertenecer a ella, un sentimiento de cariño y respeto a esta tradición.
En el año 2005 el Gobierno de La Rioja concedió la Medalla de La Rioja a esta cofradía por la inestimable aportación realizada por el apoyo y la colaboración permanente de los vecinos de localidad para preservar el rito de ‘Los penitentes’ o ‘Los picaos’, como se conoce de manera coloquial, en San Vicente de la Sonsierra.